# Liste der Backsteinbauwerke der Gotik in Schweden
▶ Backsteinbauwerke der Gotik – Übersicht
Die Liste der Backsteinbauwerke der Gotik in Schweden versucht eine möglichst vollständige Zusammenstellung der Bauwerke der Backsteingotik in Schweden. Sie ist Teil des alle entsprechenden Länder Europas umfassenden Listen- und Kartenwerks Backsteinbauwerke der Gotik. Aufgenommen sind nur Bauten, an denen der Backstein irgendwo zutage tritt oder, bei geschlämmten Oberflächen, wenigstens die Backsteinstruktur von Mauerwerk erkennbar ist.

## Struktur
Historischer Hinweis:

Bis 1645/1658 gehörte der heutige Süden Schwedens mit den Landschaften Bohuslän, Halland, Schonen und Blekinge zu Dänemark, somit auch die Städte Halmstad, Helsingborg, Lund, Malmö, Rönneby, Sölvesborg und Ystad.
Schriftbild/Schriftstile:
- Wo Bauten in mehreren Orten (Ortsteilen) einer Gemeinde in Folge aufgeführt sind, wurde der Gemeindename beim erstgenannten Ort/Ortsteil fett gesetzt. Die Namen so gruppierter Ortsteile sind kursiv gesetzt.

Hintergrundinformationen:
- RA = Datenbankeintrag beim Riksantikvarieämbetet (Reichs-Altertümer- = Kulturerbe-Amt)
- B-Lund = bevaringsprogram.lund.se – Denkmalschutz der Stadt Lund (Nicht wundern: Das Portal benutzt Wiki-Software.)
- Malmö byggnader = Portal der Stadt Malmö über historische und moderne Baudenkmäler

Bei einigen Gebäuden ist unter „(CC)“ die zugehörige Bildersammlung in Wikimedia Commons verlinkt.

## Liste
Anzahl der Gebäude und Gebäudegruppen: 79

### Götaland (Südschweden)

#### Skåne
(bis 1658 dänisch)
Anzahl der Gebäude und Gebäudegruppen: 20 
| Ort                             | Bauwerk                                                    | Bauzeit | Anmerkungen | Foto |
| ------------------------------- | ---------------------------------------------------------- | --- | --- | ---- |
| Båstad                          | Mariakyrkan (CC), AR 21300000006478 ohne wes. Info.        | ab 1460, Turm 1500 | Turm nach Kriegsschaden von 1788 wiederhergestellt                                                                                            |      |
| Falsterbo, Kom. Vellinge        | Falsterbo Kyrka (CC), RA 21300000004157 ohne wes. Info.    | 14.–16. Jh. | |      |
| Hjärsås, Kom. Östra Göinge      | Hjärsås Kyrka (CC), RA 21300000004252 ohne wes. Info.      | ab 1230 | roman. Kern, im 15. Jh. Einwölbung u. a. Ergänzungen                                                                                          |      |
| Helsingborg                     | St.-Marien-Kirche, RA 21300000006625                       | 1. H. 15. Jh. | |      |
| Helsingborg                     | Kärnan, RA 21300000014472                                  | 1320 | 1893/94 mit einigen Veränderungen restauriert                                                                                                 |      |
| Ivö, Gem. Kristianstad, Skåne   | Ivö Kyrka (CC) RA 21300000003755 ohne wes. Info.           | ab 1224–1228 | Innenraum roman. Kreuzgratgewölbe, Chorgiebel aus Backstein mit frühgot. Fenster                                                              |      |
| Kiaby, Gem. Kristianstad, Skåne | Kiaby kyrka (CC) RA 21400000440122 ohne wes. Info          | 13. Jh. | Blendengiebel des Chors aus Backstein |      |
| Lund                            | Klosterkirche Sankt Peter (CC), B-Lund RA 21300000003908   | Um 1300 | bugartiger Ziergiebel auf mehrseitigem Chorabschluss in der dänischen Gotik nicht selten                                                      |      |
| Lund                            | Liberiet (CC), B-Lund                                      | 15. Jh. | Bibliothek des Domkapitels |      |
| Lund                            | Krognoshuset B-Lund                                        | 14. Jh. | |      |
| Gödelövs, Gem. Lund             | Gödelövs Kyrka (CC) RA 21300000022515 ohne wes. Info.      | Feldstein und Backstein (heute geschlämmt), Kern 13. Jh., 14. Jh. Turm, 15. Jh. Langhaus nach Osten verlängert, 1905 umfassende Restaurierung | Feldstein und Backstein (heute geschlämmt), Kern 13. Jh., 14. Jh. Turm, 15. Jh. Langhaus nach Osten verlängert, 1905 umfassende Restaurierung |      |
| Malmö, Skåne län                | Petrikirche RA 21400000370413                              | 1100–1349 | |      |
| Malmö, Skåne län                | S:ta Gertruds kapell (CC) RA 21400000604702                | | Feldsteinbau mit Giebeldreiecken aus Backstein; Ruine                                                                                         |      |
| Malmö, Skåne län                | Schloss Malmöhus Malmö byggnader                           | 1434–16. Jh. | |      |
| Malmö, Skåne län                | Erzbischofshof (Ärkebiskopsgården) (CC)                    | 15. Jh. | äußerlich stark verändert und heute verputzt; heute Theatermuseum                                                                             |      |
| Malmö, Skåne län                | Jörgen Kocks hus (CC), Malmö byggnader                     | 1523 | |      |
| Malmö, Skåne län                | Kompanihuset (CC), RA 21300000014815                       | 1529 | |      |
| Simrishamn                      | Sankt Nicolai Kyrka (CC) RA 21300000004016 ohne wes. Info. | Backstein spätmitt. | 12./13. Jh. romanischer Steinbau; spätmittelalterlicher Eingangsvorbau aus Backstein und Steinturm                                            |      |
| Skanör Kom. Vellinge            | Skanörs Kyrka / S:t Olof (CC)                              | 12./13. Jh. romanisch, 14. Jh. Schiff gotisch vergrößert, 16. Jh. Rechteckchor, 17. Jh. heutiger nachgot. Chor                                | 12./13. Jh. romanisch, 14. Jh. Schiff gotisch vergrößert, 16. Jh. Rechteckchor, 17. Jh. heutiger nachgot. Chor                                |      |
| Vä Kristianstad                 | Sankta Gertrud (CC) RA L1990:7510                          | spätes 15. Jh. | seit Anf. 17. Jh. Ruine, Feldsteinbau mit Blendengiebel aus Backstein                                                                         |      |

### Halland
(bis 1658 dänisch)
| Ort                        | Bauwerk                           | Bauzeit | Anmerkungen                           | Foto |
| -------------------------- | --------------------------------- | ------- | ------------------------------------- | ---- |
| Halmstad, Halland          | Sankt Nikolai kyrka (CC)          | 15. Jh. | äußerlich massiv neugotisch verändert |      |
| Ysby, Gem. Laholm, Halland | Ysby Kyrka (CC) RA 21000000523682 | 13. Jh. | Chor mit frühgot. Blendengiebel       |      |

### Blekinge
(bis 1658 dänisch)
| Ort                   | Bauwerk                                                         | Bauzeit                          | Anmerkungen                                   | Foto |
| --------------------- | --------------------------------------------------------------- | -------------------------------- | --------------------------------------------- | ---- |
| Ronneby, Blekinge län | Heilig-Kreuz-Kirche, RA 21300000003552 m. 21000001450100        | 14. Jh.                          | Turm im 18. Jh. mit Veränderungen restauriert |      |
| Ystad                 | Marienkirche (CC), RA 21300000004205 (ohne Infos)               | 13.–15. Jh.                      |                                               |      |
| Ystad                 | Gråbrödraklostret (Franziskanerkloster) (CC), RA 21300000014993 | Ende des 13. Jh. bis ins 15. Jh. | mit St. Petri Kyrka                           |      |
| Ystad                 | Alte Lateinschule (CC)                                          | um 1500                          |                                               |      |

#### Småland
| Ort                       | Bauwerk                                  | Bauzeit | Anmerkungen                                               | Foto |
| ------------------------- | ---------------------------------------- | ------- | --------------------------------------------------------- | ---- |
| Växjö                     | Dom, RA 21300000007650→ Beskrivning      | 13. Jh. | spätere Veränderungen                                     |      |
| Törnsfall, Gem. Västervik | Törnsfalls Kyrka (CC), RA 21400000415266 | 14. Jh. | einschiffige Feldsteinkirche mit Ziergiebel aus Backstein |      |

#### Gotland
Anzahl: 6
| Ort                     | Bauwerk                                                   | Bauzeit                | Anmerkungen | Foto |
| ----------------------- | --------------------------------------------------------- | ---------------------- | --- | ---- |
| Visby                   | St.-Lars-Kirche (CC), RA 10097600590001                   | (12.–)13. Jh.          | Blendenhintergründe am gotischen Turm der im übrigen romanischen Kalksteinkirche; nach der Reformation aufgegeben            |      |
| Visby                   | St.-Nicolai-Kirche (CC), RA 10097600530001                | Westgiebel 1251        | Maßwerkrosetten aus Backstein als Blenden am Westgiebel des Kalksteinbaus; im 16. Jh. aufgegeben                             |      |
| Visby                   | St.-Göran-Kirche (CC), RA 10097600510001                  | 13. Jh.                | im Giebeldreieck des Kalksteinbaus Zierbänder und Fensterbogen aus Backstein; 1542 aufgegeben                                |      |
| Bara, östlich von Visby | Bara ödekyrka (Kirchenruine Bara) (CC), RA 21420000044157 | Mitte 13. Jh.          | Backsteinbänder im Turmgiebel; im 16. Jh. aufgegeben                                                                         |      |
| Hangvar                 | Kirche von Hangvar (CC), RA 21400000444038                | Mitte 13. Jh.          | Turm zuletzt; Spitzbögen über dessen Schall-Biforien aus Backstein                                                           |      |
| Othem                   | Othems Kyrka (CC), RA 21300000004512                      | Turm 1. Hälfte 13. Jh. | Übergang von der Romanik zur Gotik, Bögen einiger Öffnungen im Turm aus Backstein, mögliche weitere Backsteinbögen überputzt |      |

#### Östergötland
Anzahl: 6
| Ort                                    | Bauwerk                                                               | Bauzeit                                 | Anmerkungen | Foto |
| -------------------------------------- | --------------------------------------------------------------------- | --------------------------------------- | --- | ---- |
| Socken Å (Kirchspiel), Com. Norrköping | Å Ödekyrka (CC)                                                       |                                         | heute Ruine; Strebepfeiler und Giebeldreieck(e) aus Backstein                                                              |      |
| Åtvidaberg                             | Åtvids gamla kyrka (alte K.) (CC) RA 21300000004170 m. 21000000527982 | 14./15. Jh.                             | Giebeldreiecke großflächig aus Backstein; neugotische Veränderungen bei Restaurierungen von 1848 u. 1862                   |      |
| Skänninge, Kom. Mjölby                 | Vårfrukyrkan (die Frauenkirche) (CC), RA 21300000004645               | 1230–1530                               | |      |
| Söderköping                            | St.-Laurentius-Kirche (CC), RA 21300000004260                         | ab 13. Jh.                              | |      |
| Vadstena                               | Kloster Vadstena, RA 21400000148208                                   | Mitte des 13. Jh., im 14. Jh. verändert | ehemaliger Königspalast, mit Umnutzung als Kloster, Dach niedriger gebaut, um bescheidener zu wirken; schließlich Hospital |      |
| Vadstena                               | Haus von Mårten Skinnare (CC)                                         | Spätmittelalter, im 18. Jh. verändert   | ursprüngliches Dach mit Staffelgiebel im 18. Jh. entfernt                                                                  |      |

### Svealand (Mittelschweden)
Anzahl der Bauwerke und Gruppen: 36
| Ort | Bauwerk                                                  | Bauzeit                                                                                  | Anmerkungen                                                                                                  | Foto |
| --- | -------------------------------------------------------- | ---------------------------------------------------------------------------------------- | --- | --- |
| Knivsta, Uppsala län                                                                                   | Gamla Kyrka (Alte Kirche) (CC) RA 21300000003300         | um 1300, Vorbau 15. Jh.                                                                  | | |
| Kopparberg, Dalarna                                                                                    | Stora Kyrka (Große Kirche) (CC) RA 21400000448357        | 1471                                                                                     | Ersatz einer Vorgängerkirche, 1684–1686 Verlängerung nach Osten: neuer Chor, 1780 neuer Turm                 | |
| Lagunda/Långtora Enköping, Uppsala län                                                                 | Långtora kyrka (CC)                                      | 13./14. Jh.                                                                              | östl. Chorfenster mit Backsteinlaibung                                                                       | |
| Insel Lovön, im Mälaren                                                                                | Lovö kyrka (CC) RA 21000000530239                        | 15. Jh. Vergrößerung u. Eingangsvorbau; Giebeldreieck(e) als Blendengiebel aus Backstein | 15. Jh. Vergrößerung u. Eingangsvorbau; Giebeldreieck(e) als Blendengiebel aus Backstein                     | |
| Frötuna, Norrtälje, Stockholms län                                                                     | Frötuna kyrka (CC) RA 21300000004401                     |                                                                                          | westlicher Blendengiebel (Dreieck) aus Backstein                                                             | |
| Edsbro, Norrtälje, Uppland                                                                             | Edsbro kyrka (CC) RA 21300000004398                      | 14. Jh.                                                                                  | | |
| Häverö, Norrtälje, Stockholms län                                                                      | Häverö kyrka (CC) RA 21300000004487                      | 14./15. Jh.                                                                              | Spitze des Giebeldreiecks Backstein; Fenster 1751 vergrößert                                                 | |
| Rimbo, Norrtälje, Stockholms län                                                                       | Rimbo kyrka (CC) RA 21300000004627                       | spätes 15. Jh.                                                                           | | |
| Rö, Norrtälje, Stockholms län                                                                          | Rö kyrka (CC) RA 21300000004535 m. 21000000530299        | 13.–15. Jh.                                                                              | Ende 16./Anf. 17. Jh. Wiederaufbau nach Brand                                                                | |
| Skederid, Norrtälje, Stockholms län                                                                    | Skederids kyrka (CC) RA 21300000004544                   |                                                                                          | Giebelspitze und Westportal aus Backstein                                                                    | |
| Nysätra, Enköping, Uppsala län                                                                         | Nysätra kyrka (CC) RA 21300000002571                     | 15. Jh.                                                                                  | fast ganz aus Backstein                                                                                      | |
| Östhammar, Uppsala län                                                                                 | Flims kyrka (CC) RA 21300000003530                       | 15. Jh.                                                                                  | im 18. Jh. um einseitiges Querhaus vergrößert                                                                | |
| Sigtuna, Stockholms län                                                                                | Sankt-Marien-Kirche (CC), [RA]                           | Mitte 13. Jh.                                                                            | ehemalige Klosterkirche                                                                                      | |
| Skepptuna distr., Kom. Sigtuna, Stockholms län                                                         | Skepptuna kyrka (CC) RA 21300000004646 m. 21000000528779 | 1300– 15. Jh.                                                                            | | |
| Skepptuna distr., Kom. Sigtuna, Stockholms län                                                         | Vidbo kyrka (CC) RA 21300000004670 m. 21000000530319     |                                                                                          | Eingangsvorbau spätes 15. Jh.                                                                                | |
| Kirche Skokloster, RA 21300000002988                                                                   | Kirche Skokloster, RA 21300000002988                     | Mitte 13. Jh.                                                                            | übrige Klostergebäude verloren                                                                               | |
| Sölvesborg                                                                                             | Nicolaikirche (CC), RA 21300000003558                    | 13. Jh.                                                                                  | | |
| Stockholm                                                                                              | Nikolaikirche, RA 21300000004736                         | 14. Jh.                                                                                  | äußerlich 1740 zu barockem Putzbau umgebaut, innen erkennbar backsteingotisch                                | |
| Stockholm                                                                                              | Riddarholmskyrkan, RA 21400000297500                     | Spätes 13. Jh.                                                                           | ehemalige Klosterkirche, Grabkirche des schwedischen Königshauses                                            | |
| Strängnäs                                                                                              | Dom zu Strängnäs, RA 21300000003399 m. 21000000526920    | Kern 1250–1339, Turm 1424–1444                                                           | | |
| Tierp, Uppsala län                                                                                     | Österlövsta kyrka (CC) RA 21300000003008                 | 1451                                                                                     | viel Backstein auf etwas Feldstein, barock verändert                                                         | |
| Torsång, Borlänge, Dalarna                                                                             | Torsångs kyrka (CC) RA 21300000003803                    | 15. Jh.                                                                                  | östl. Giebeldreieck aus Backstein                                                                            | |
| Upplands-Bro, Stockholms län                                                                           | Håtuna kyrka (CC) bebyggelseregistret.raa.se             |                                                                                          | Feldsteinbau mit Fenster- und Türfassungen aus Backstein                                                     | |
| Uppsala                                                                                                | Dom zu Uppsala, RA 21300000003556                        | 13.–15. Jh.                                                                              | Türme und andere Teile im 19. Jh. verändert                                                                  | |
| Uppsala                                                                                                | Dreifaltigkeitskirche (CC), RA 21300000003505            | ca. 1275–1343                                                                            | | |
| Balingsta Kom. Uppsala                                                                                 | Schloss Vik                                              | um 1450                                                                                  | Veränderungen im 17. und 19. Jh.                                                                             | |
| Danmark Kom. Uppsala                                                                                   | Gemeindekirche (CC), RA 21300000003088                   | 14. und 15. Jh.                                                                          | | |
| Kom. Uppsala                                                                                           | Jumkils kyrka (CC) RA 21300000003094                     | Backstein 14. Jh.                                                                        | Eingangsvorbau viel Backstein                                                                                | |
| Tensta Kom. Uppsala                                                                                    | Pfarrkirche (CC), RA 21300000003434                      | 13. Jh.                                                                                  | | |
| Tuna Kom. Uppsala                                                                                      | Pfarrkirche (Tuna kyrka) (CC), RA 21300000003436         | um 1300                                                                                  | | |
| Vaksala Kom. Uppsala                                                                                   | Vaksala kyrka Vaksala kyrka RA 21000000530179            | Backstein 15. Jh.                                                                        | gotische Südkapelle der im 14. Jh. gotisch modernisierten romanischen Steinkirche aus dem 12. Jh.            | |
| Viksta, Com. Uppsala                                                                                   | mit Vorbehalt. Viksta kyrka (CC) RA 21300000003469       | 13. Jh., 15. Jh. eingewölbt                                                              | \| Backsteingewölbe verputzt, Blendengiebel aus Backstein historisch weiß geschlämmt, aber heute verputzt \| | \| Backsteingewölbe verputzt, Blendengiebel aus Backstein historisch weiß geschlämmt, aber heute verputzt \| |
| Vallentuna, Stockholms län                                                                             | Frösunda kyrka (CC) RA 21300000004870                    | 15. Jh.                                                                                  | Giebelspitzen (mit Blenden) und Eingangstor aus Backstein                                                    | |
| Västerås                                                                                               | Dom zu Västerås, RA 21300000004922                       | 13.–15. Jh.                                                                              | | |
| Kom. Västervik                                                                                         | Törnsfalls kyrka (CC), RA 21400000415266                 | 13. Jh. Chor 14. Jh.                                                                     | oberes Giebeldreieck aus Backstein                                                                           | |
| Vendel, Gde. Tierp                                                                                     | Pfarrkirche (CC), RA 21300000003001                      | spätes 13., frühes 14. Jh.                                                               | geweiht wohl 1310                                                                                            | |
| Backsteingewölbe verputzt, Blendengiebel aus Backstein historisch weiß geschlämmt, aber heute verputzt |                                                          |                                                                                          | | |

### Norrland
| Ort                               | Bauwerk                                          | Bauzeit              | Anmerkungen | Foto |
| --------------------------------- | ------------------------------------------------ | -------------------- | --- | ---- |
| Enånger, Kom. Hudiksvall          | Gamla Kyrka (Alte Kirche) (CC) RA 21300000023458 | heutige Form 15. Jh. | kleines oberes Giebeldreieck aus Backstein (evtl. erneuert)                                                                                                  |      |
| Nederluleå, Com. Luleå Norrbotten | Gammelstadkirka (CC) RA 21300000003903           | 14. Jh.              | Giebeldreiecke (als Blendengiebel) und Portale aus Backstein, sonst Feldstein; zweitnördlichste gotische Kirche                                              |      |
| Backen, Umeå, Västerbotten        | Backens kyrka (CC) RA 21300000003142             | 1508                 | obere Giebeldreiecke als Blendengiebel aus Backstein, Gewölbe spitzbogig, Fenster- und Türöffnungen 1724–1740 barockisiert; drittnördlichste gotische Kirche |      |